# Siernowodsk
Siernowodsk (ros. Серноводск) – osiedle w Rosji, w obwodzie samarskim, w rejonie siergijewskim. W 2010 liczyło 3611 mieszkańców.